# Basia Trzetrzelewska
  Basia Trzetrzelewska  (polonès: Barbara Stanisława Trzetrzelewska)  (Jaworzno, 30 de setembre de 1954) coneguda amb el nom artístic de Basia, és una cantant i compositora polonesa. Va formar part del grup Matt Bianco i va triomfar en solitari a les dècades dels 80 i 90 amb la seva veu prodigiosa i la seva música jazz-pop d'inspiració llatina.

## Biografia
Va començar a cantar professionalment en diverses bandes poloneses des de finals de la dècada del 60 i durant els anys 70. Després d’un temps als Estats Units va traslladar-se al Regne Unit a l’any 1981. Va conèixer Mark Reilly i Danny White, amb qui va formar el grup Matt Bianco i amb els quals va arribar a la fama.
L'any 1986, Basia amb el seu company de grup i parella sentimental Danny White, van abandonar Matt Bianco per centrar-se en la seva carrera en solitari. Va signar amb Epic Records i va gaudir d'una carrera internacional d'èxit entre 1987 i 1995, on el seu primer àlbum Time and Tide (1987), va vendre més d'un milió de còpies només als Estats Units. Igualment, el l'elapé següent London Warsaw New York (1990) va obtenir un gran nombre de vendes. El disc, que conté l'èxit Cruising for Bruising, va arribar al més amunt de les llistes de jazz contemporani, per damunt en el mateix any del de Quincy Jones. Així com l'anterior àlbum, obtingué el disc de platí, i a part de la cançó esmentada, durant aquests primers anys van ser autèntics hits cançons com Time and Tide, New Day for You, Promises, Baby You're Mine, Drunk on Love i Astrud, dedicat a la cantant brasilera Astrud Gilberto. El tercer àlbum, The sweetest illusion, es va llançar el 1994 i va vendre mig milió de còpies als Estats Units i un milió a nivell mundial. A aquest disc va pertànyer l'èxit Drunk on love. El següent elapé va ser Basia on Broadway (1995), un directe que es va gravar al teatre Neil Simon de Nova York.
El 1998 surt al mercat Clear Horizon, the best of Basia amb quatre cançons inèdites, incloent Waters of March, d'Antonio Carlos Jobim. Just després, va fer una pausa a causa de tragèdies personals. A partir de l'any 2009 va tornar a gravar i actuar habitualment. Actualment publica la seva música a través de segells independents. Basia manté una important comunitat de fans a Àsia, especialment al Japó.

## Discografia

#### Amb Matt Bianco
- 1984: Whose Side Are You On?
- 2004: Matt's Mood

#### En solitari
- 1987: Time and Tide
- 1990: London Warsaw New York
- 1994: The Sweetest Illusion
- 1995: Basia on Broadway (en directe)
- 1998: Clear Horizon - the best of ... (recopilació)
- 2009: It’s That Girl Again
- 2011: From Newport to London: Greatest Hits Live... and More
- 2018: Butterflies